# 台場駅
台場駅（だいばえき）は、東京都港区台場二丁目にある、東京臨海新交通臨海線（ゆりかもめ）の駅。駅番号はU 07。港区最南端の駅である。

## 歴史
- 1995年（平成7年）11月1日 - 開業[1][2]。

## 駅構造
島式ホーム1面2線の高架駅である。無人駅。
のりば
| 番線 | 路線       | 行先     |
| ---- | ---------- | -------- |
| 1    | ゆりかもめ | 豊洲方面 |
| 2    | ゆりかもめ | 新橋方面 |

- 走行中の車内から（2004年6月）
- 改札口（2010年6月）
- ホーム（2010年6月）

## 利用状況
2023年度の1日平均乗降人員は20,608人であり、ゆりかもめの駅では第3位。
開業以来の1日平均乗降・乗車人員推移は下記の通り。
| 年度               | 1日平均 乗降人員 | 1日平均 乗車人員 | 出典     |
| ------------------ | ---------------- | ---------------- | -------- |
| 1995年（平成07年） |                  | 1,770            | [ * 1 ]  |
| 1996年（平成08年） |                  | 4,058            | [ * 2 ]  |
| 1997年（平成09年） |                  | 6,940            | [ * 3 ]  |
| 1998年（平成10年） |                  | 8,611            | [ * 4 ]  |
| 1999年（平成11年） |                  | 9,478            | [ * 5 ]  |
| 2000年（平成12年） | 28,838           | 13,932           | [ * 6 ]  |
| 2001年（平成13年） |                  | 12,690           | [ * 7 ]  |
| 2002年（平成14年） |                  | 11,840           | [ * 8 ]  |
| 2003年（平成15年） |                  | 11,664           | [ * 9 ]  |
| 2004年（平成16年） | 22,866           | 11,202           | [ * 10 ] |
| 2005年（平成17年） | 22,715           | 10,915           | [ * 11 ] |
| 2006年（平成18年） | 21,682           | 11,209           | [ * 12 ] |
| 2007年（平成19年） |                  | 11,249           | [ * 13 ] |
| 2008年（平成20年） |                  | 10,200           | [ * 14 ] |
| 2009年（平成21年） |                  | 10,991           | [ * 15 ] |
| 2010年（平成22年） | 18,449           | 9,011            | [ * 16 ] |
| 2011年（平成23年） | 16,817           | 8,216            | [ * 17 ] |
| 2012年（平成24年） | 24,356           | 11,759           | [ * 18 ] |
| 2013年（平成25年） | 23,501           | 11,512           | [ * 19 ] |
| 2014年（平成26年） | 23,625           | 11,644           | [ * 20 ] |
| 2015年（平成27年） | 24,077           | 11,885           | [ * 21 ] |
| 2016年（平成28年） | 24,186           | 12,000           | [ * 22 ] |
| 2017年（平成29年） | 23,348           | 11,690           | [ * 23 ] |
| 2018年（平成30年） | 24,595           | 12,279           | [ * 24 ] |
| 2019年（令和元年） | 21,421           | 10,678           | [ * 25 ] |
| 2020年（令和02年） | 5,967            |                  |          |
| 2021年（令和03年） | 8,143            | 4,004            |          |
| 2022年（令和04年） | 14,134           | 7,010            |          |
| 2023年（令和05年） | 20,608           | 10,345           |          |

備考
1. ↑  1995年11月1日開業。開業日から1996年3月31日までの計152日間を集計したデータ。

## 駅周辺
- FCGビル（フジテレビ本社ビル）
- ヒルトン東京お台場
- グランドニッコー東京 台場
- アクアシティお台場
  - メディアージュ
- ダイバーシティ東京
  - ダイバーシティ東京プラザ
- 自由の女神像
- シンボルプロムナード公園
- りんかい線東京テレポート駅
- 東京臨海副都心

## バス路線

### 路線バス
最寄バスの停留所は、台場駅前、グランドニッコー東京 台場、ヒルトン東京お台場となる。以下の路線がそれぞれ乗り入れ、東京都交通局、kmモビリティサービス、東京空港交通などにより運行されている。
台場駅前
- 海01(KM01)：東京テレポート駅前行 / 門前仲町行（都営）
- 陽12-3：東京テレポート駅前行 / 東陽町駅前行（都営） ※土休日のみ運行

グランドニッコー東京 台場
- 東京空港交通：成田空港行、羽田空港行
- 関東バス：吉祥寺駅北口・関東バス武蔵野営業所行（土日祝のみの運行）
- お台場レインボーバス：（田町駅東口）・品川駅港南口行

ヒルトン東京お台場
- 東京空港交通：成田空港行、羽田空港行
- お台場レインボーバス：（田町駅東口）・品川駅港南口行

フジテレビ・アクアシティお台場
- スカイホップバス（お台場コース）（日の丸自動車興業）

### 水上バス
最寄り停留所は、お台場海浜公園発着場、お台場海浜公園乗場となる。運行は、東京都観光汽船、東京都公園協会により行われている。
- お台場ライン：晴海・日の出桟橋方面
- 浅草・お台場直通ライン：豊洲・浅草方面
- ハッピードッグクルーズ：日の出桟橋方面
- 東京水辺ライン：桜橋、葛西臨海公園、両国方面

## 隣の駅
ゆりかもめ
 東京臨海新交通臨海線（ゆりかもめ）
お台場海浜公園駅 (U 06) - 台場駅 (U 07) - 東京国際クルーズターミナル駅 (U 08)

#### 利用状況
ゆりかもめの1日平均利用客数
1. 1 2 3 4  “台場｜駅・時刻表｜株式会社ゆりかもめ”.   ゆりかもめ. 2024年7月20日時点のオリジナルよりアーカイブ。2024年7月20日閲覧。
2. 1 2  “台場｜駅・時刻表｜株式会社ゆりかもめ”. web.archive.org (2023年3月16日). 2024年4月1日閲覧。
3. 1 2  “台場｜駅・時刻表｜株式会社ゆりかもめ”. web.archive.org (2024年3月28日). 2024年4月1日閲覧。

東京都統計年鑑
1. ↑  平成7年
2. ↑  平成8年
3. ↑  平成9年
4. ↑  平成10年 (PDF)
5. ↑  平成11年 (PDF)
6. ↑  平成12年
7. ↑  平成13年
8. ↑  平成14年
9. ↑  平成15年
10. ↑  平成16年
11. ↑  平成17年
12. ↑  平成18年
13. ↑  平成19年
14. ↑  平成20年
15. ↑  平成21年
16. ↑  平成22年
17. ↑  平成23年
18. ↑  平成24年
19. ↑  平成25年
20. ↑  平成26年
21. ↑  平成27年
22. ↑  平成28年
23. ↑  平成29年
24. ↑  平成30年
25. ↑  平成31年･令和元年